# Fannia bifimbriata
Fannia bifimbriata är en tvåvingeart som beskrevs av Collin 1938. Fannia bifimbriata ingår i släktet Fannia och familjen takdansflugor. Inga underarter finns listade i Catalogue of Life.